# Бологов, Сергей Васильевич
Сергей Васильевич Бологов (13 января 1957) — советский и российский футболист, нападающий, полузащитник; тренер.
Начинал играть в команде второй лиги «Иртыш» Омск в 1976 году. В 1978 году перешёл в команду первой лиги «Кузбасс» Кемерово, за которую в 18 играх забил два гола. Следующие два года проходил армейскую службу в СКА Хабаровск, с которым в 1979 году вышел в первую лигу. Следующие 13 сезонов провёл в «Кузбассе», за который в первой (1981, 1983—1990, 1992—1993) и второй (1982, 1991) лигах СССР и России сыграл 453 матча, забил 49 мячей.
В дальнейшем работал тренером в «Кузбассе», был главным тренером в 1994, 2002, 2006 годах.